# Jutta Lampe
Pour les articles homonymes, voir Lampe (homonymie).
Jutta Lampe, née à Flensbourg le 13 décembre 1937 et morte à Berlin le 3 décembre 2020 est une actrice allemande.

## Filmographie
- 1979 : Les Sœurs (Schwestern oder Die Balance des Glücks)
- 1981 : Les Années de plomb
- 1987 : Terre étrangère
- 1988 : Les Possédés
- 2003 : Rosenstrasse

## Distinctions
Elle a obtenu le David di Donatello de la meilleure actrice étrangère pour le film Les Années de plomb, le Gertrud-Eysoldt-Ring pour son interprétation d'Agathe et Ellen Seegast dans la pièce Die Ähnlichen de Botho Strauss et le Theaterpreis Berlin en 1992.